# P503i
デジタル・ムーバ P503i HYPER（ムーバ・ピー ごー まる さん アイ ハイパー）は、松下通信工業（現パナソニック モバイルコミュニケーションズ）製のNTTドコモの第二世代携帯電話(mova)端末である。

## 概要
F503iとともに、iアプリ対応第一弾として発売された。
松下の50Xシリーズとしては、初のカラー液晶を搭載。着信メロディはPCM音源16和音対応になった。iアプリの保存件数は7件と、最大50件保存できるF503iと比べると少ない。赤外線通信機能「Ir-Kiss」により、IrMC（Ver 1.1）に準拠した機器（PDAやPCなど）と電話帳、スケジュール、フリーメモ、メールのやりとりができる。P503i同士であれば個人情報メモ、自作曲、待受画像、ブックマークの送受信もできる。
内蔵ゲームとして、ダンスダンスレボリューション、テトリス、モグラーを、また、本格的な自作着信メロディが作れる「サウンドミキサー」機能も搭載する。
松下の50Xシリーズでは、最後のストレート型となった。

## 不具合
本機種は不具合が相次いだ。2001年2月8日には、Webブラウザの「画面サイズに合わせて画像を縮小表示する」に関しての不具合が、ドコモから発表された。ある条件下で作成されたサイトにアクセスすると、電源が落ち，アドレスデータのほか、保存してあるiアプリやメール、iメロディなどが削除される場合があった。このため、ドコモが、販売された23万台を回収し、販売を一時見合わせた。
また、同年4月2日には、特定の条件下で、iアプリがダウンロードできない不具合が、iモード向けサービスを提供しているギガフロップスが主催するiアプリ開発者向けメーリングリスト「JavaHz」で報告された。
さらに、同年7月10日には、同一基地局下で一定時間が経過すると、着信できる状態と着信できない状態に一定間隔で切り替わるという不具合が分かった。充電器を接続している場合は回避される問題で、特定の機体番号を持つもののみ発生していた。ドコモは、同年7月に、販売を一時見合わせた。

## 歴史
- 2000年8月3日　 テレコムエンジニアリングセンター(TELEC)による技術基準適合証明（技術基準適合証明番号WAA0095100～0095104）
- 2000年8月24日　TELECによる技術基準適合証明（技術基準適合証明番号WAA0095540～0095634）
- 2000年9月13日　TELECによる技術基準適合証明の工事設計認証（工事設計認証番号WAA0087）
- 2000年9月19日　電気通信端末機器審査協会による技術基準適合認定の設計認証（設計認証番号A00-0965JP、J00-0262）
- 2001年1月18日　F503iとともにドコモから発表。
- 2001年1月26日　F503iとともに発売。
- 2001年2月9日　 iモード画像表示の不具合がドコモから発表され、販売を一時見合わせる。
- 2001年3月7日　 TELECによる技術基準適合証明の工事設計認証（工事設計認証番号WAA0110）
- 2001年7月10日　着信機能の不具合がドコモから発表され、販売を一時見合わせる。
- 2012年3月31日　movaサービス終了により使用はこの日限りとなる。